# Éparchie de Krasnoslobodsk
L'éparchie de Krasnoslobodsk (Краснослобо́дская епа́рхия) est une éparchie (diocèse dans le monde orthodoxe) de l'Église orthodoxe russe, regroupant les paroisses et monastères de la partie occidentale de la Mordovie dans la fédération de Russie. Elle s'étend dans les limites des raïons (arrondissements) d'Atiourievo, d'Elniki, de Krasnoslobodsk, de Staroïe Chaïgovo, de Temnikov, de Tengouchevo, de Torbéievo et de Zoubova Poliana. Elle est suffragante du siège métropolitain de Mordovie et est organisée en huit doyennés.

## Histoire
Un vicariat est érigé par un décret du 11 juin 1910 du Très Saint-Synode dans l'éparchie de Penza, dans les limites de l'ouïezd de Krasnoslobodsk, afin de faciliter le gouvernement de l'éparchie. Le vicaire épiscopal a sa résidence au début au monastère de la Transfiguration de Penza, dont il est le supérieur. Après 1928, le siège n'a pas été remplacé.
À la demande du métropolite Barsanuphe, afin « d'activer les activités missionnaires, caritatives, de jeunesse, de catéchisme et pédagogiques dans les doyennés et les paroisses de l'Église orthodoxe russe, ainsi que dans les édifices du diocèse bâtiment de l'église diocésaine » et par décision du Saint-Synode du 30 mai 2011, l'éparchie de Krasnoslobodsk est érigée dans les limites des raïons de la partie Ouest de la république de Mordovie, tenant son territoire de l'éparchie de Saransk. Le 6 octobre 2011, elle devient suffragante du siège métropolitain de Mordovie, avec l'éparchie de Saransk et l'éparchie d'Ardatov. L'administration du nouveau diocèse est confiée à Clément (Rodaïkine), vicaire épiscopal de Rouzaïevka de l'éparchie de Saransk. Son siège est la cathédrale de la Résurrection de Krasnoslobodsk.

## Ordinaires
Vicariat de Krasnoslobodsk de l'éparchie de Penza
- Grégoire (Sokolov) (11 juillet 1910 - 14 janvier 1922)
- Léonce (Oustinov) (24 avril 1922 - 1924)
- Macaire (Znamenski) (9 mai 1924 - 7 septembre 1927)
- Cyrille (Sokolov) (7 septembre 1927 - 6 septembre 1928)

Éparchie de Krasnoslobodsk
- Clément (Rodaïkine) (depuis le 30 mai 2011)

## Doyennés

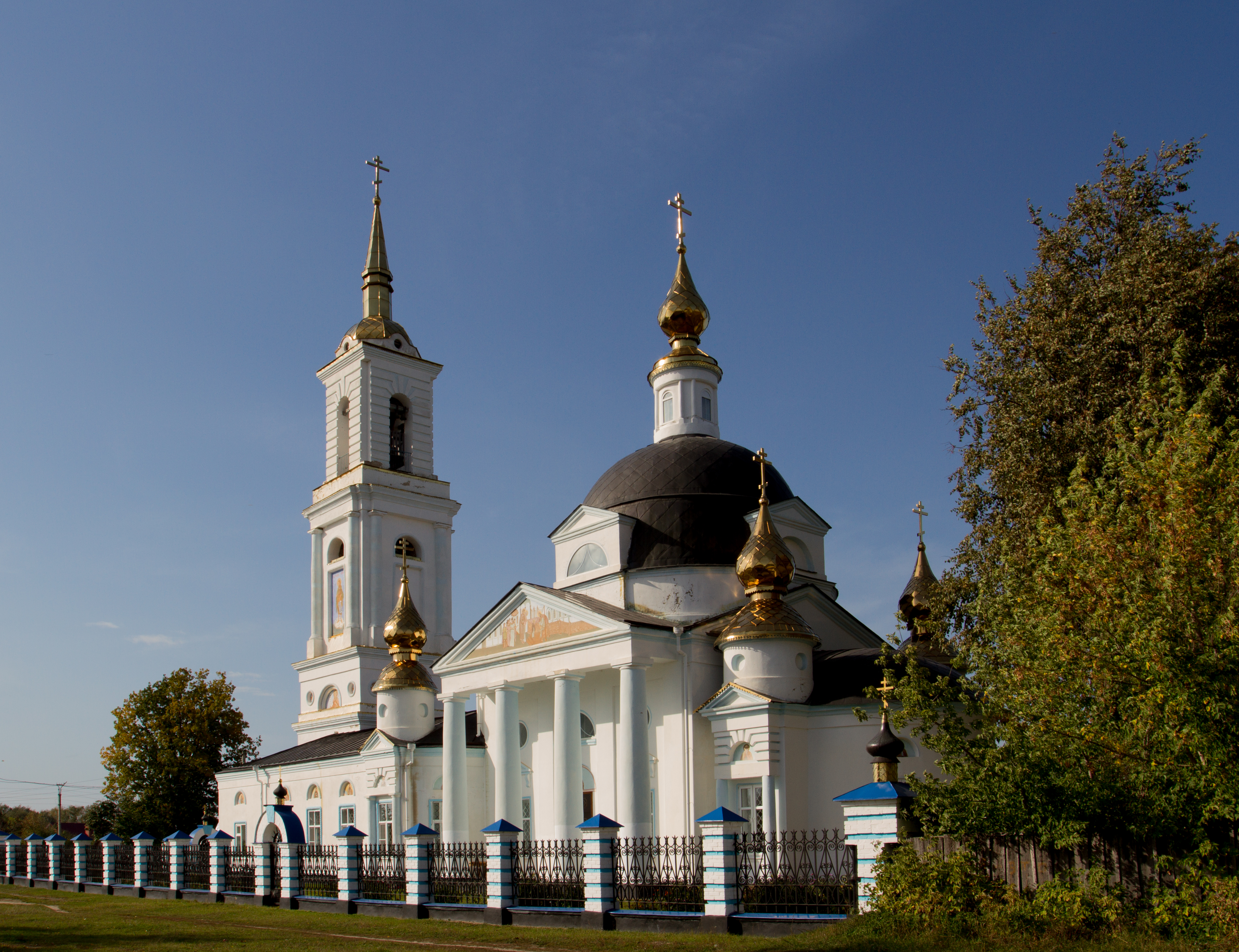
Église de l'Assomption de Temnikov.

- doyenné d'Atiouriev
- doyenné d'Elniki
- doyenné de Krasnoslobodsk
- doyenné de Staroïe Chaïgovo
- doyenné de Temnikov
- doyenné de Tengouchevo
- doyenné de Torbéievo
- doyenné de Zoubova Poliana

## Monastères
Moines

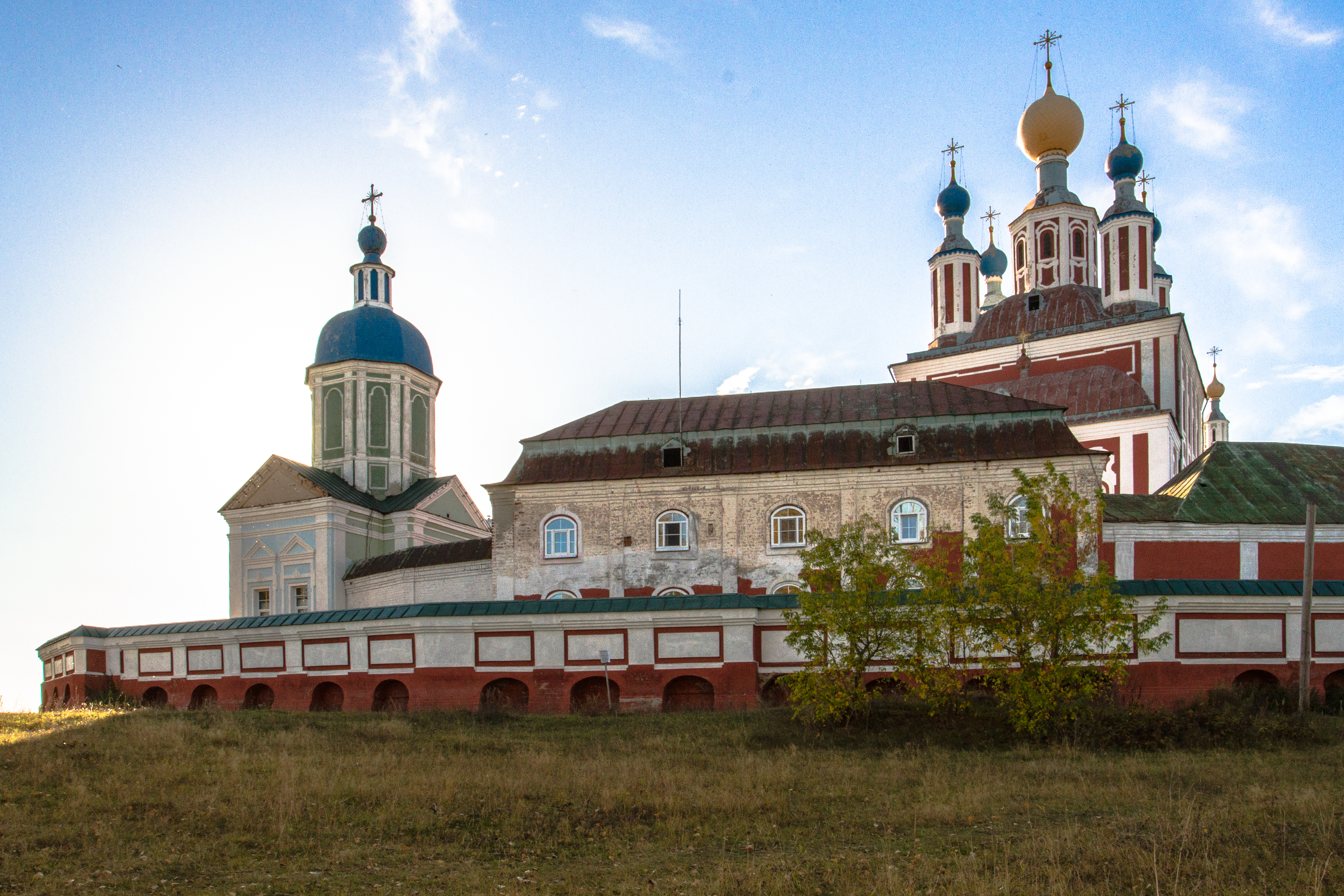
Monastère de Sanaksar.

- Monastère de la Nativité-de-la-Vierge de Sanaksar de Temnikov
- Monastère de la Transfiguration-du-Sauveur dans le village de Preobrajenski du raïon de Krasnoslobodsk
- Monastère de l'Intercession dans le village de Drakino
- Monastère de la Vierge « Source vivifiante » dans le village de Jouravkino du raïon de Zoubova Poliana, devenu le 11 mars 2020 filiale du monastère Saint-Barsanuphe[5]

Moniales
- Monastère de l'Intercession-Saint-Barsanuphe dans le village de Pokrovskie Selichtchi du raïon de Zoubova Poliana
- Monastère de la Sainte-Trinité de Stary Kovylaï

Supprimés
- Monastère de la Nativité-de-la-Vierge de Pourdochki dans le raïon de Temnikov (moines)
- Monastère de l'Assomption de Staraïa Riabka dans le raïon de Krasnoslobodsk (moines)
- Monastère de l'Assomption de Krasnoslobodsk (moniales)